# Genainville
Genainville is een dorp in Frankrijk. Het ligt in het parc naturel régional du Vexin français.
Er werd in de ijzertijd al op deze plaats gewoond. Er is in de Gallo-Romeinse periode gebouwd, maar wat er stond is in 275 tijdens de Grote Volksverhuizing vernield. Het steen, dat er toen nog lag, is daarna weer door de Merovingen gebruikt.

## Kaart
De onderstaande kaart toont de ligging van Genainville met de belangrijkste infrastructuur en aangrenzende gemeenten.

## Demografie
Onderstaande figuur toont het verloop van het inwonertal, bron: INSEE-tellingen. 

## Websites
- (fr)  Statistische informatie op de website van INSEE

1. ↑  Populations de référence 2022.